# Chopardiana
Chopardiana är ett släkte av fjärilar. Chopardiana ingår i familjen nattflyn.
Kladogram enligt Catalogue of Life:
| Chopardiana | \| \| Chopardiana cadoreli \| \| \| \| \| \| Chopardiana duberneti \| \| \| \| \| \| Chopardiana zebrina \| \| \| \| |
|             | \| \| Chopardiana cadoreli \| \| \| \| \| \| Chopardiana duberneti \| \| \| \| \| \| Chopardiana zebrina \| \| \| \| |
|             | Chopardiana cadoreli                                                                                                 |
|             | |
|             | Chopardiana duberneti                                                                                                |
|             | |
|             | Chopardiana zebrina                                                                                                  |
|             | |